# Poeta cesareo
Per poeta cesareo nel Settecento si indicava il poeta ufficiale di corte presso il trono imperiale che da secoli vedeva coronati gli Asburgo d'Austria.
Il primo poeta portante tale titolo che ebbe una fama europea fu Pietro Metastasio, ma il termine era già usato dal predecessore Apostolo Zeno. In un'epoca di assoluto predominio della cultura italiana, la corte di Vienna individuò sempre un italiano, incaricato di comporre le poesie elogiative d'occasione e soprattutto del teatro, quasi esclusivamente rappresentato in lingua italiana.
Dopo il Metastasio diversi poeti sono tradizionalmente chiamati poeti cesarei. La rivalità fu soprattutto tra Giovan Battista Casti e Lorenzo Da Ponte, il librettista di Mozart. Da Ponte non divenne mai poeta cesareo, anche se intimamente lo sperava. Giovan Battista Casti, al contrario, fu nominato Poeta Cesareo da Francesco II nel 1792, succedendo così a Metastasio.